# Offenland-Schwarzspinne
Die Offenland-Schwarzspinne (Zelotes petrensis) ist eine Spinne aus der Familie der Plattbauchspinnen (Gnaphosidae). Die Art ist paläarktisch verbreitet.

## Merkmale

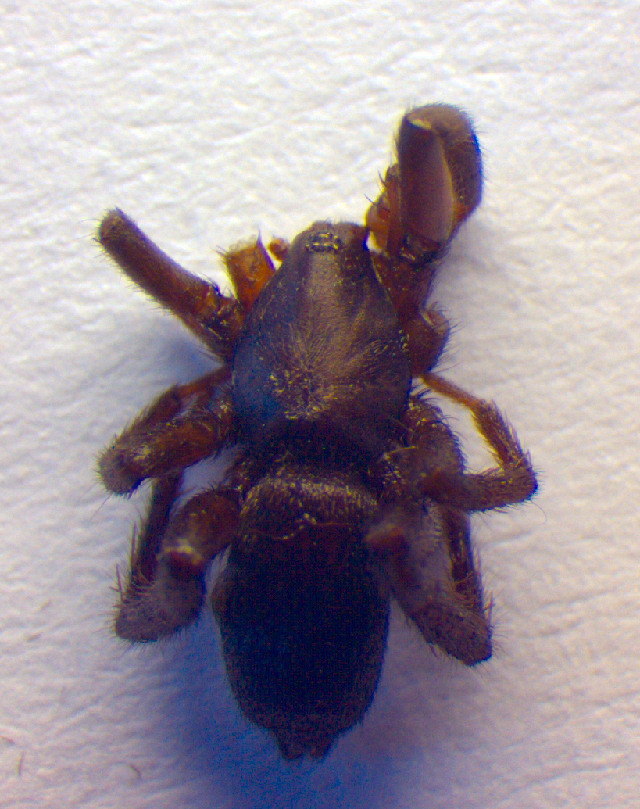
Präpariertes Männchen in der Zoologischen Staatssammlung München

Das Weibchen der Offenland-Schwarzspinne erreicht eine Körperlänge von 3,5 bis 8,5 und das Männchen eine von 4,5 bis sieben Millimetern, womit es sich bei der Art um eine der größeren der Schwarzspinnen (Zelotes) und um einen mittelgroßen Vertreter der Plattbauchspinnen handelt.
Das Prosoma (Vorderkörper) ist schwarzbraun bis gänzlich schwarz gefärbt, was auch auf die Beine zutrifft, wobei diese auch rötlich erscheinen können. Dies ist insbesondere bei den Tarsen (Fußglieder) und häufig auch bei den Metatarsen (Fersenglieder) sowie gelegentlich bei den Coxen der Fall. Die Femora (Schienen) des ersten Beinpaares besitzen auf je beiden Lateralseiten einen hellen Fleck. Auch sind Bereiche der Pedipalpen (umgewandelte Extremitäten im Kopfbereich) beider Geschlechter aufgehellt und rötlich gefärbt.
Das Opisthosoma (Hinterleib) der Offenland-Schwarzspinne besitzt eine schwarze bis schwarzbraune Grundfärbung. Beim Männchen Männchen ist das vorderste Drittel des Opisthosomas mit einem dunkelbraunen Scutum (sklerotisierter bzw. verhärteter Bereich) bedeckt.

### Genitalmorphologische Merkmale
Die Bulbi (männliche Geschlechtsorgane) der Offenland-Schwarzspinne sind mit mehreren kleinen, hakenförmigen Apophysen (chitinisierte Fortsätze) versehen. Die Tibialapophyse eines einzelnen Bulbus verläuft auffällig gerade und Endet mit einer abrupten Verjüngung.
Die Epigyne (weibliches Geschlechtsorgan) der Art besitzt sechs paarweise angelegte Vorwölbungen und eine S-förmige Falte an der Cuticula (Außenhaut des Exoskeletts, bzw. Außenskeletts). Die unteren der lateral angelegten Wölbungen erscheinen überdies stark geschwungen.

### Ähnliche Arten

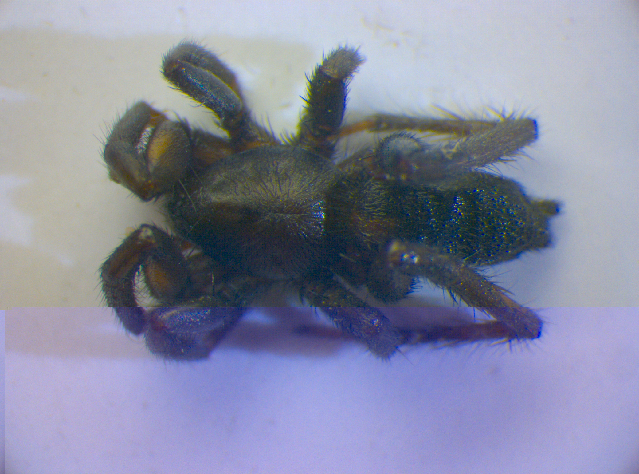
Präpariertes Weibchen der Stachel-Schwarzspinne (Z. longipes) in der Zoologischen Staatssammlung München, eine von vielen der Offenland-Schwarzspinne ähnlichen Arten der Schwarzspinnen (Zelotes).

Der Offenland-Schwarzspinne finden sich morphologisch ähnliche Arten insbesondere innerhalb der Gattung der Schwarzspinnen (Zelotes) wieder, zu der sie ebenfalls zählt. Eine Ausnahme wäre die Dünen-Schwarzspinne (Zelotes electus). Obgleich für eine Differenzierung der Offenland-Schwarzspinne von den anderen sehr ähnlichen Schwarzspinnen die Färbung der Beine herangezogen werden kann, ist eine sichere Bestimmung nur mithilfe genitalmorphologischer Merkmale möglich.
Wie andere Schwarzspinnen auch, ähnelt die Offenland-Schwarzspinne Arten innerhalb der Gattungen der Kammbeine (Drassyllus), der Stiefelspinnen (Trachyzelotes) und der Hausplattbauchspinnen (Urozelotes), die ebenfalls zur Familie der Plattbauchspinnen zählen.

## Vorkommen
Das Verbreitungsgebiet der Offenland-Schwarzspinne umfasst Europa, die Türkei, Kaukasien, Russland (europäischer Teil bis Südsibirien) und Zentralasien. Auch in Europa ist die Art dabei großflächig vertreten und Nachweise fehlen lediglich aus der russischen Doppelinsel Nowaja Semlja sowie der Oblast Kaliningrad, Island, der gesamten Insel Irland, Portugal, den Mittelmeerinseln Sardinien und Korsika sowie den Balearen, der Republik Moldau, Kroatien, Bosnien und Herzegowina, dem Kosovo, Albanien, Griechenland, dem europäischen Teil der Türkei, Armenien und entfernt auch der Insel Zypern.
Im Vereinigten Königreich sind nur einzelne Funde der Offenland-Schwarzspinne aus dem Südwesten Englands bekannt. Diese stammen zumeist aus den Grafschaften Surrey und Hampshire. Weitere Funde sind aus den Grafschaften Suffolk, Staffordshire und Worcestershire bekannt. Trotz der allgemein geringen Fundrate der Art im Vereinigten Königreich konnten bei Untersuchungen 1998 eine Vielzahl von Individuen der Offenland-Schwarzspinne in der Grafschaft Essex ausgemacht werden, die mithilfe von gestellten Fallen dokumentiert werden konnten.

### Lebensräume

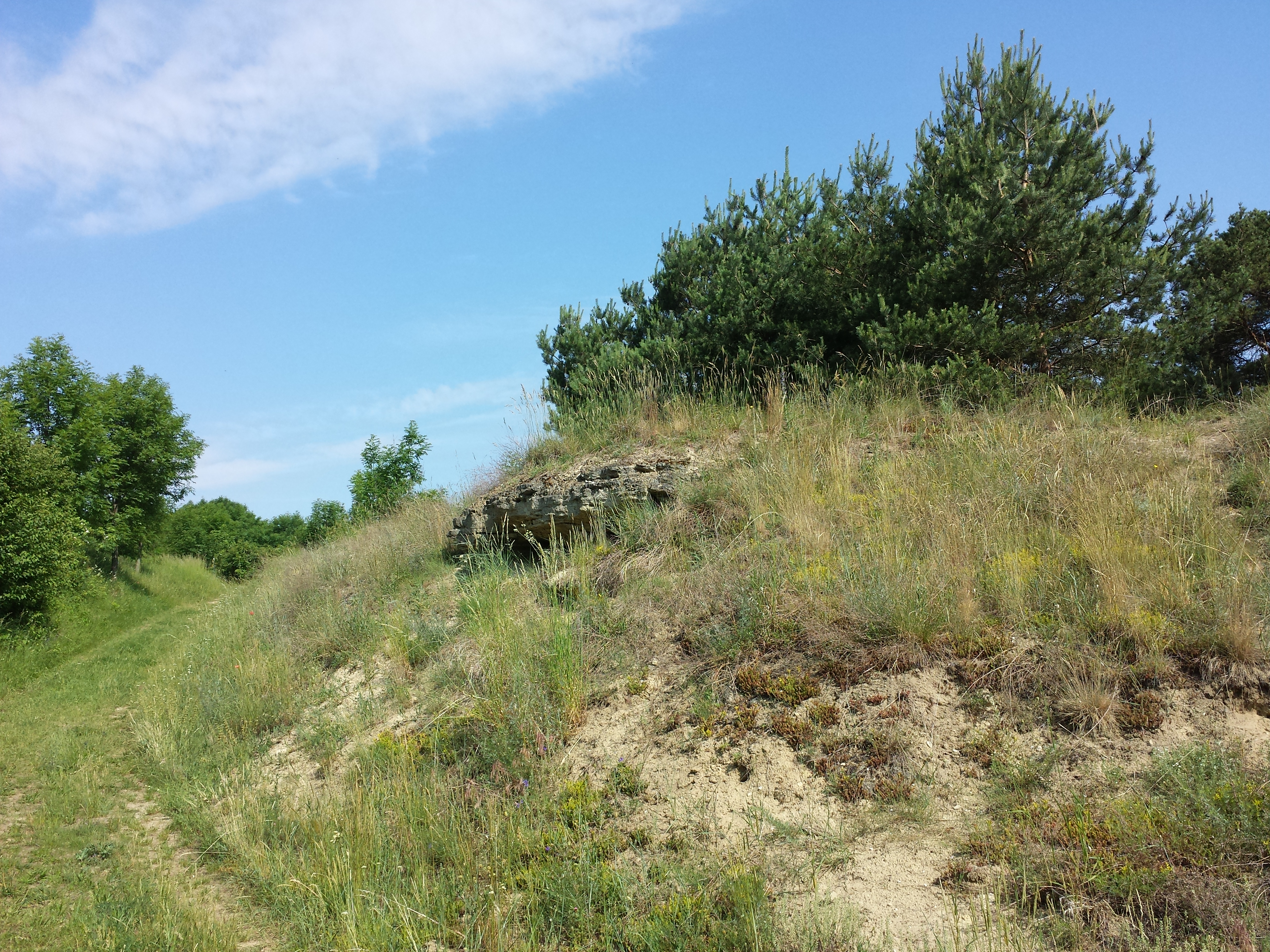
Offene und trockene Habitate wie dieser Trockenrasen wie dieser westlich bei Ulrichskirchen (Bezirk Mistelbach in Niederösterreich) bilden die bevorzugten Lebensräume der Offenland-Schwarzspinne.

Die Offenland-Schwarzspinne ist wie viele Plattbauchspinnen xerothermophil (trockene und warme Lebensräume bevorzugend) und bevorzugt entsprechend ihrem Trivialnamen eine Vielfalt an offenen Habitaten. Dazu zählen Steppen, Heiden, Trockenrasen (auch Halbtrockenrasen), Schutthalden und Flussschotter genauso wie lichte, wenig Unterwuchs aufweisende Misch- und Laubwälder.
Weinberge und Weinbergsbrachen bilden weitere Lebensräume der Art. Auf trockenen Ruderalflächen, in Steinbrüchen und auf Kiesflächen nahe der Küste sowie trockenen Hangseiten ist die Offenland-Schwarzspinne ebenfalls nachgewiesen worden. Einzelfunde existieren von trockenen Straßenrändern und Eichenwäldern. Die Art bewohnt Höhen von 1.300 Metern über dem Meeresspiegel.

### Bedrohung und Schutz
Die Offenland-Schwarzspinne zählt zu den häufigeren Arten der Schwarzspinnen (Zelotes). In der Roten Liste gefährdeter Arten Tiere, Pflanzen und Pilze Deutschlands etwa wird die Art als „ungefährdet“ eingestuft und unterliegt somit in Deutschland, wo sie sehr häufig nachgewiesen ist, keinem Schutzstatus.
Auch im Vereinigten Königreich, wo die Offenland-Schwarzspinne vergleichsweise selten vorkommt, wird sie von der IUCN in die Kategorie „LC“ (least concern) gestuft. Dort wird der Rückgang offener Heide- und Grünlandflächen zwecks der Landwirtschaft, Aufforstung und der Bauentwicklung allerdings als potentielle Gefahr für die Bestände der Art gesehen.
Der allgemeine Bestand der Offenland-Schwarzspinne wird von der IUCN nicht gewertet.

## Lebensweise
Die Offenland-Schwarzspinne teilt mit den anderen Schwarzspinnen (Zelotes) die nachtaktive Lebensweise und verbringt wie andere nachtaktive Glattbachspinnen den Tag versteckt in Gespinstsäcken unter Steinen, gelegentlich auch in Moospolstern und Flechten, in Bodenstreu oder zwischen Gräsern.

### Jagdverhalten
Die Offenland-Schwarzspinne jagt entsprechend ihrer Aktivitätszeit nachts. Beutetiere werden wie für Plattbauchspinnen üblich entweder direkt angesprungen und mit einem Giftbiss außer Gefecht gesetzt. Sollte sich ein Beutetier erwehren können, wird es von der Spinne durch an den Boden und an das Beutetier fixierte Spinnenseide zunehmend bewegungs- und wehrunfähig gemacht (siehe dazu den Abschnitt „Jagdweisen“ im Artikel Plattbauchspinnen), ehe es gebissen wird.
In das Beuteschema der Offenland-Schwarzspinne fallen vorwiegend Insekten.

### Lebenszyklus
Wie andere in den gemäßigten Klimazonen verbreitete Spinnenarten weist auch die Offenland-Schwarzspinne einen in mehrere Abschnitte gegliederten Lebenszyklus auf, der von den Jahreszeiten beeinflusst wird.

#### Phänologie
Die Phänologie (Aktivitätszeit) der Offenland-Schwarzspinne beläuft sich bei beiden Geschlechtern im Zeitraum zwischen den Monaten März und November, wobei der Höhepunkt der Aktivität im Frühjahr und im Herbst zu vermerken ist. Bei Männchen kommt es im Vereinigten Königreich im Zeitraum zwischen März und Mai sogar eine komplette Absenz.

#### Fortpflanzung
Das Paarungsverhalten der Offenland-Schwarzspinne ist wie bei vielen anderen Plattbauchspinnen unerforscht. Der scheibenförmige Eikokon ist wie bei den anderen Schwarzspinnen (Zelotes) rosa gefärbt und wird vom Weibchen bis zum Schlupf der Jungtiere bewacht.

## Systematik
Die Offenland-Schwarzspinne wurde bei ihrer Erstbeschreibung 1839 vom Erstbeschreiber Carl Ludwig Koch in die heute nicht mehr bestehende Gattung Melanophora (nicht mit der gleichnamigen Gattung aus der Familie der Asselfliegen zu verwechseln) eingeordnet und erhielt die Bezeichnung M. petrensis. 1914 erhielt die Art ihre noch heute gängige Bezeichnung Zelotes petrensis, als sie unter Eugène Simon in die Gattung der Schwarzspinnen (Zelotes) umgestellt wurde.
Der Artname petrensis ist eine interjektionell abgewandelte Zusammensetzung des lateinischen Nomens petrae für „Felsen“ und dem Verb sis für „befinden (bei)“, bedeutet also etwa „bei Steinen befindlich“ und deutet somit auf die Bevorzugung der Offenland-Schwarzspinne von Steinen als Rückzugsort.